# Verwaltungsgemeinschaft Waldenburg
Die Verwaltungsgemeinschaft Waldenburg ist eine Verwaltungsgemeinschaft im Freistaat Sachsen. Das Gemeinschaftsgebiet liegt im Nordosten des Landkreises Zwickau an der Grenze zu Thüringen, zirka 5 km nördlich der Großen Kreisstadt Glauchau im Tal der Zwickauer Mulde. Durch das Gemeindegebiet führen die Bundesstraßen 175 und 180 sowie die Eisenbahnlinie Zwickau–Grimma. Das Gebiet ist auch von der südlich verlaufenden Bundesautobahn 4 über den Anschluss Glauchau-Ost zu erreichen.

## Die Gemeinden mit ihren Ortsteilen
- Waldenburg mit den Ortsteilen Dürrenuhlsdorf, Eichlaide, Franken, Niederwinkel, Oberwinkel, Schlagwitz, Schwaben und Waldenburg
- Oberwiera mit den Ortsteilen Harthau, Neukirchen, Niederwiera, Oberwiera, Röhrsdorf und Wickersdorf
- Remse mit den Ortsteilen Kertzsch, Kleinchursdorf, Oertelshain, Remse und Weidensdorf